# Respiro (Fabrizio Moro)
Respiro è un singolo del cantautore italiano Fabrizio Moro, pubblicato il 23 settembre 2011 come primo estratto dal primo album dal vivo Atlantico Live.

## Descrizione
Si tratta dell'unico inedito contenuto nel disco insieme a Fermi con le mani. Il brano alterna parti melodiche ed altre di testo recitato.
Il singolo è stato utilizzato come sigla iniziale del programma televisivo di Rai 2, Sbarre, in cui lo stesso Moro era presenza fissa in veste di narratore.

## Tracce
1. Respiro – 3:25